# Pat O'Callaghan
Patrick "Pat" O'Callaghan (Banteer, 28 de janeiro de 1906 - Clonmel, 1 de dezembro de 1991) foi um atleta e bicampeão olímpico irlandês, o primeiro de seu país a conquistar uma medalha de ouro em Jogos Olímpicos, lembrado como um dos maiores atletas irlandeses de todos os tempos.

## Biografia
Nasceu no condado de Cork, no sudoeste da Irlanda, e aos 15 anos ganhou uma bolsa de estudos para a Academia Patrícia em Mallow, a capital do condado. Durante sua permanência na academia, ele pedalava cerca de 50 km diários para não perder as aulas. Completando os estudos secundários, estudou medicina no Colégio Real de Cirurgiões em Dublin, formando-se com apenas 20 anos de idade. Em 1926, juntou-se ao Corpo Médico da RAF. Depois de servir, começou a trabalhar como médico particular em Clonmel, no Condado de Tipperary, o que faria até sua aposentadoria em 1984. Conhecido por todos como "Dr. Pat", um tratamento especial que durante a vida deu aos meninos que consultava ou operava, era deixá-los ver suas medalhas de ouro olímpicas.
Atleta de esportes variados na infância e adolescência, assim como seus dois irmãos, em 1926 ele começou a demonstrar interesse no lançamento do martelo, chegando a criar seu próprio martelo olímpico, fazendo um buraco de 1 cm num bola de ferro de 16 libras e enchendo-a com rolamentos de bicicleta. Construiu também um círculo de lançamento num campo próximo à casa, em Duhallow, onde treinava desenvolvendo seu estilo único. Em 1927, voltou a Dublin onde venceu o campeonato irlandês da prova, com um lançamento de 43,28 m. No ano seguinte, manteve seu título com um lançamento ainda maior, 49,37 m, o que o credenciou para defender a Irlanda nos Jogos de Amsterdã 1928. No mesmo dia, um de seus irmãos, Con, venceu o arremesso de peso e o decatlo também se qualificando para os Jogos.

## Amsterdã 1928
Em Amsterdã, aos 23 anos, O'Callaghan era considerado um novato e não se esperava muito dele. Entretanto, ele ficou em sexto lugar nas eliminatórias e fez um primeiro lançamento na final de 47,24 m. Isto o deixou um terceiro lugar, à frente do favorito britânico Malcolm Nokes. No segundo lançamento, ele usou o martelo do sueco Ossian Skiöld, líder até então, e o lançou a 51,20 m, marca inalcançável pelo sueco ou qualquer outro. Com o lançamento, O'Callaghan ganhou sua primeira medalha de ouro olímpica e também a primeira da Irlanda recém-independente. O pódio teve sua carga de emoção, com a primeira vez em que a bandeira irlandesa foi hasteada e o hino irlandês ouvido na história dos Jogos Olímpicos.

## Carreira entre Jogos
De volta ao país, O'Callaghan passou a ter muito mais sucesso na carreira do que tinha obtido nacionalmente até então, cimentando sua fama de grande atleta prolífico de campo, entre 1929 e 1932. No Campeonato Nacional de Atletismo de 1930, ele venceu as provas de lançamento de martelo, arremesso de peso, lançamento de disco e salto em altura, apenas alguns dos títulos que conquistou neste período.
No verão de 1930, ele tomou parte num torneio de exibição de dois dias em Estocolmo, onde o sueco Oissian Skiöld, a quem havia derrotado em Amsterdã, esperava-se tivesse sua revanche. No primeiro dia da competição, o sueco quebrou o recorde europeu da prova em seu primeiro lançamento. Logo em seguida, O'Callaghan fez seu lançamento e quebrou o recorde recém conquistado por Skiöld. No segundo dia, os dois fizeram lançamentos praticamente iguais até que o irlandês, em sua última tentativa, lançou o martelo a 54,25 m, vencendo o duelo com novo recorde europeu e provando que a vitória em Amsterdã não tinha sido fortuita.

## Los Angeles 1932
Na época dos Jogos de Los Angeles 1932, O'Callaghan estava lançando o martelo regularmente acima dos 51 metros. A equipe olímpica irlandesa estava muito melhor organizada então, e as despesas para a viagem aos Estados Unidos foram custeadas por um levantamento de fundos feito de porta em porta pela Igreja. Pouco antes do embarque, ele conquistou mais um título, o quinto, no martelo, nos campeonatos nacionais.
Na chegada a Los Angeles, os treinamentos e preparações feitos para a defesa de seu título se mostraram inócuos. A superfície do círculo de onde se lançava o martelo sempre tinha sido de grama ou barro, e os atletas usavam sapatilhas com pinos de aço fixados no calcanhar e na sola para maior aderência. Entretanto, em Los Angeles uma superfície de cinzas duras foi acrescida ao círculo. Por alguma razão, o comitê olímpico da Irlanda não avisou a O'Callaghan da mudança e ele entrou a prova com sapatilhas utilizadas para um piso diferente e que não lhe davam a mesma aderência. Ele tentou seu primeiro lançamento usando as sapatilhas com as travas menores, mas descobriu que elas travavam o impulso ao arranharem na superfície, no momento dele fazer seu movimento mais crucial, a terceira rotação. Mesmo assim, numa última tentativa de tudo-ou-nada, ele conseguiu se classificar para a final com um lançamento de 52,12 m.
Na pista, a final dos 400 m c/ barreiras estava atrasada. O'Callaghan foi até o alojamento do zelador do estádio, apanhou um serrote e serrou fora os pinos da sola da sapatilha. Apesar do resultado não ser o ideal, ele sentiu uma maior aderência no calçado. Foi assim que voltou ao círculo de arremessos e na segunda tentativa, lançou o martelo a 53,92 m, conquistando pela segunda vez a medalha de ouro, a terceira da Irlanda, já que, poucos minutos antes, disputando os 400 m c/ barreiras já então realizados, seu compatriota Bob Tisdall ganhou a segunda medalha de ouro da história do país.

## Aposentadoria
Devido às constantes celebrações de mais um sucesso olímpico, começando por ele e Tisdall sendo recebidos por multidões gigantescas em Dublin e em sua cidade natal de Kanturk, O'Callaghan abriu mão de disputar o campeonato irlandês em 1933, concentrando-se apenas em treinamentos e em aprimorar uma quarta rotação do corpo para seu lançamento, o que o fez conseguir um lançamento de 54,25 m naquele ano, um novo recorde europeu.
Neste meio termo, uma grande controvérsia política surgiu entre a Associação Britânica de Atletismo Amador e a Associação Nacional de Atletismo e ciclismo da Irlanda, com a primeira exigindo jurisdição sobre a Irlanda do Norte e a segunda exigindo jurisdição sobre toda a Irlanda. O desentendimento veio a tona e chegou ao ápice durante os preparativos para Berlim 1936, quando a Federação Internacional de Atletismo finalmente desqualificou a Irlanda. O'Callaghan permaneceu leal a sua associação, uma decisão que levou ao fim de sua carreira internacional. Em Berlim, nenhum irlandês competiu e O'Callaghan compareceu aos Jogos apenas como espectador comum.
Depois de se retirar do atletismo, ele continuou a acompanhar o esporte e foi a todos os Jogos Olímpicos até Seul 1988. Morreu em 1991, aos 86 anos de idade.